# Benim nos Jogos Olímpicos de Verão de 2024
Benim participou dos Jogos Olímpicos de Verão de 2024, realizados em Paris, na França. Foi a 13.ª aparição do país nos Jogos Olímpicos de Verão desde a estreia como Daomé em Munique 1972.
Foi representado por cinco atletas que competiram no atletismo, judô e natação, mas nenhum conquistou medalhas.

## Competidores
Esta foi a participação por modalidade nesta edição:
| Esporte   | Masculino | Feminino | Total |
| --------- | --------- | -------- | ----- |
| Atletismo | 1         | 1        | 2     |
| Judô      | 1         | 0        | 1     |
| Natação   | 1         | 1        | 2     |
| Total     | 3         | 2        | 5     |

## Desempenho

### Atletismo
- Q = Qualificado para a próxima fase
- q = Qualificado para a próxima fase como o perdedor mais rápido ou, em eventos de campo, pela posição sem atingir o alvo para qualificação
- N/A = Fase não aplicável para o evento
- Bye = Atleta não precisou disputar aquela fase

Masculino
Eventos de pista
| Atleta      | Evento | Preliminar | Preliminar | Baterias    | Baterias    | Semifinal   | Semifinal   | Final       | Final       | Ref.  |
| Atleta      | Evento | Tempo      | Pos.       | Tempo       | Pos.        | Tempo       | Pos.        | Tempo       | Pos.        | Ref.  |
| ----------- | ------ | ---------- | ---------- | ----------- | ----------- | ----------- | ----------- | ----------- | ----------- | ----- |
| Didier Kiki | 100 m  | 10.76      | 3          | Não avançou | Não avançou | Não avançou | Não avançou | Não avançou | Não avançou | [ 5 ] |

Feminino
Eventos de pista
| Atleta        | Evento | Baterias | Baterias | Repescagem | Repescagem | Semifinal | Semifinal | Final       | Final       | Ref.  |
| Atleta        | Evento | Tempo    | Pos.     | Tempo      | Pos.       | Tempo     | Pos.      | Tempo       | Pos.        | Ref.  |
| ------------- | ------ | -------- | -------- | ---------- | ---------- | --------- | --------- | ----------- | ----------- | ----- |
| Noélie Yarigo | 800 m  | 1:59.68  | 3 Q      | Bye        | Bye        | 2:01.35   | 8         | Não avançou | Não avançou | [ 6 ] |

### Judô
Masculino
| Atleta            | Evento    | Primeira fase          | Oitavas              | Quartas              | Semifinais           | Repescagem           | Final / DB           | Final / DB | Ref.  |
| Atleta            | Evento    | Adversário Resultado   | Adversário Resultado | Adversário Resultado | Adversário Resultado | Adversário Resultado | Adversário Resultado | Pos.       | Ref.  |
| ----------------- | --------- | ---------------------- | -------------------- | -------------------- | -------------------- | -------------------- | -------------------- | ---------- | ----- |
| Valentin Houinato | Até 81 kg | ITA A Esposito D 00–10 | Não avançou          | Não avançou          | Não avançou          | Não avançou          | Não avançou          | =17        | [ 7 ] |

### Natação
Masculino
| Atleta       | Evento       | Eliminatórias | Eliminatórias | Semifinal   | Semifinal   | Final       | Final       | Ref.  |
| Atleta       | Evento       | Tempo         | Pos.          | Tempo       | Pos.        | Tempo       | Pos.        | Ref.  |
| ------------ | ------------ | ------------- | ------------- | ----------- | ----------- | ----------- | ----------- | ----- |
| Alexis Kpadi | 100 m costas | 57.61         | 42            | Não avançou | Não avançou | Não avançou | Não avançou | [ 8 ] |

Feminino
| Atleta          | Evento     | Eliminatórias | Eliminatórias | Semifinal   | Semifinal   | Final       | Final       | Ref.  |
| Atleta          | Evento     | Tempo         | Pos.          | Tempo       | Pos.        | Tempo       | Pos.        | Ref.  |
| --------------- | ---------- | ------------- | ------------- | ----------- | ----------- | ----------- | ----------- | ----- |
| Ionnah Douillet | 50 m livre | 27.64         | 45            | Não avançou | Não avançou | Não avançou | Não avançou | [ 9 ] |